# Pear ta ma ʻon maf
Pear ta ma ʻon maf (deutsch Das Land hat Augen) ist ein fidschianischer Film aus dem Jahr 2004. Sein Drehbuch wurde von Vilsoni Hereniko geschrieben. Es ist der erste (und bisher einzige) Spielfilm aus Fidschi.

## Handlung
Die Hauptfigur, Viki, ist eine junge Rotumanin, deren Vater fälschlich beschuldigt wird, ein Dieb zu sein. Sie findet Inspiration in einer mysteriösen „Kriegerin“ aus den Legenden ihres Volkes.

## Produktion
Gedreht wurde der Film auf Rotuma Island, wo der Produzent Vilsoni Hereniko geboren ist.
In diesem Film gab die zu Drehbeginn erst 15-Jährige Sapeta Taito ihr Filmdebüt.